# Dicranomyia ravida
Dicranomyia ravida är en tvåvingeart som beskrevs av Alexander 1925. Dicranomyia ravida ingår i släktet Dicranomyia och familjen småharkrankar. Inga underarter finns listade i Catalogue of Life.